# Groupe Bélier
Pour un article plus général, voir Mouvement autonomiste jurassien.
Pour les articles homonymes, voir Bélier (homonymie).
Le Groupe Bélier constitue un mouvement autonomiste de la jeunesse du canton du Jura en Suisse, fondé le 22 juin 1962, dans le contexte de la Question jurassienne.
Le nom du groupe s'inspire de l'antique bélier, utilisé pour enfoncer portes et fortifications.
Les organes dirigeants du Groupe Bélier sont l'Assemblée des responsables locaux, le Comité jurassien et l'Animateur principal. Ses membres, quant à eux, sont âgés de 16 à 32 ans environ.

## Histoire
Le Groupe Bélier, fondé le 22 juin 1962 par le Rassemblement jurassien à l'initiative de Marcel Brêchet et de Michel Gury, est une organisation destinée à rassembler la jeunesse séparatiste jurassienne de chaque village du district de Delémont. Le 9 septembre 1962, il s'étend aux autres districts jurassiens, et, le 4 mai 1963, à Delémont, 80 jeunes désignent son premier organe, le Comité jurassien.
Dès 1965, le groupe organise chaque année la Fête de la jeunesse jurassienne à Porrentruy. En janvier 1979, il fusionne avec le mouvement Jeunesse-Sud, représentant la jeunesse séparatiste du Jura bernois. La division du Jura historique en deux entités à la suite des plébiscites de 1975 et 1976 entraîne une restructuration nécessaire du Groupe Bélier[réf. nécessaire].

### Séparation auprès duRJ
Dès l'accession à la souveraineté du nouveau canton, les intérêts des mouvements séparatistes, principalement représentés par le Rassemblement jurassien, et ceux du Gouvernement jurassien commencent à diverger. Les mouvements séparatistes, sous la conduite de Roland Béguelin, continuent de suivre une ligne politique intransigeante. Leurs positions, inchangées depuis 1947, reposent sur une critique acerbe et constante à l'encontre du Conseil exécutif bernois et du Conseil fédéral, qu'ils accusent d'inaction face à la Question jurassienne. Cette posture rigide entraîne des dissensions au sein même du camp séparatiste, certains y étant moins favorables. Le Gouvernement jurassien, lié par sa constitution à s'intégrer dans le cadre de la Confédération, adopte une approche plus modérée. Afin d'apaiser les tensions, il privilégie le dialogue et la réconciliation, cherchant à se rapprocher des antiséparatistes du Jura bernois et du Conseil exécutif bernois, tout en poursuivant le même objectif que les séparatistes : la réunification. Cependant, les relations entre Roland Béguelin et les autorités jurassiennes se dégradent progressivement, menant finalement à une rupture.
C'est dans ce contexte que le Groupe Bélier se détache, dès novembre 1981, du Rassemblement jurassien pour devenir une organisation autonome. Il procède alors à une importante restructuration interne, se limitant désormais à des actions plus ciblées et moins spectaculaires qu’auparavant. Cette réorientation stratégique ne fait toutefois pas l’unanimité au sein du Groupe Bélier. En réaction, certains membres fondent secrètement une sous-organisation clandestine, déterminée à poursuivre des actions plus radicales en faveur du rattachement des territoires jurassiens restés bernois après le plébiscite. Cette sous-organisation clandestine opère entre 1982 et 1993, adoptant successivement plusieurs appellations, dont Armée de libération du Jura (ALJ), Deuxième fraction révolutionnaire du Groupe Bélier et Nouveau Front de libération jurassien.

### Actions du Groupe Bélier
Dès sa création, le Groupe Bélier mène une série d'actions-chocs destinées à contraindre le canton de Berne et la Confédération à trouver une solution à la Question jurassienne.

#### Années 1960
- Le 9 septembre 1962, à l'occasion de la Fête du Peuple jurassien, plus de 300 jeunes défilent en portant un énorme tronc, symbole du bélier;
- Dans la nuit du 8 au 9 juin 1963, 60 jeunes distribuent 300 000 tracts rédigés en allemand dans les villages du canton de Berne. L'objectif est de sensibiliser la population germanophone à la Question jurassienne;
- Le 30 novembre 1963, lors de l'opération « Big Lift », 500 jeunes distribuent 10 000 tracts dans la ville de Berne. L'objectif est d'inviter les Bernois à répondre favorablement à l'appel du conseiller fédéral Friedrich Traugott Wahlen, qui souhaitait l'ouverture de pourparlers entre Berne et le Jura;
- En 1964, le Groupe Bélier, avec l'aide de Francis Huguelet, publie le livre Pourquoi je suis autonomiste. Tiré à 6 000 exemplaires, ce livre se vend rapidement et son auteur le complète en 1967 à l'occasion d'une deuxième édition;
- Le 7 octobre 1965, lors de l'opération « Tuyau de poêle », le Conseil-exécutif bernois, désireux d'inaugurer l'École ménagère de Porrentruy, avait interdit toute manifestation autonomiste. Les jeunes du Groupe Bélier profitent alors d'un congrès organisé ce jour-là par les ramoneurs du canton pour se déguiser comme eux. Déguisés, les militants organisent finalement une manifestation devant l'École ménagère, défiant ainsi l'interdiction imposée;
- En septembre 1966, lors de l'opération « Astérix », 5 millions de tracts sont distribués en une seule nuit dans toute la Suisse, invitant la population à participer à la 19e Fête du peuple jurassien à Delémont. Lors de cet événement, 35 000 personnes seront présentes[7];
- Le 10 janvier 1967, le Groupe Bélier manifeste devant le Palais fédéral, avant la traditionnelle réception du corps diplomatique, afin d'attirer l'attention fédérale et internationale sur la Question jurassienne. La manifestation se termine par des affrontements avec la police bernoise[8];
- En mai 1968, lors de l'opération « objecteurs-patriotes », des militants du Groupe Bélier se débarrassent en public de leurs effets militaires dans le hall du Palais fédéral, marquant ainsi un acte de désobéissance civile en protestation contre la situation politique du Jura;
- Le 29 juin 1968, 120 jeunes du Groupe Bélier se barricadent dans la préfecture de Delémont, munis de vivres, de matériel de transmission, de haut-parleurs et de drapeaux jurassiens. Le bâtiment est occupé pendant une vingtaine d'heures. Un millier de militants stationnent devant la préfecture, empêchant ainsi toute intervention policière;
- Le 11 décembre 1968, lors de l'opération « Plein-Palais », des militants du Groupe Bélier font irruption dans la salle du Conseil national pendant l'élection du président de la Confédération, Ludwig von Moos. Ils s'attachent les uns aux autres à l'aide de chaînes et de cadenas, interrompant ainsi le déroulement de la séance[9].

#### Années 1970
- Le 21 mars 1971, lors du match entre la Suède et la Tchécoslovaquie, comptant pour le trente-huitième championnat du monde de hockey sur glace à Berne, le Groupe Bélier profite d'une interruption de jeu pour lancer des pucks aux couleurs jurassiennes sur la glace. Huit jeunes, munis de drapeaux jurassiens et d'une banderole « Jura Libre », réussissent à faire irruption sur la glace devant 11 000 spectateurs et les caméras retransmettant le match en Eurovision[9];
- Le 4 septembre 1971, lors de l'opération « Bric-à-brac » ou « Maison close », des jeunes du Groupe Bélier, munis de drapeaux et d'une banderole portant l'inscription « Rathaus = maison close », prennent d'assaut l'hôtel-de-ville de Berne. Les séparatistes murent alors les deux entrées du bâtiment[9];

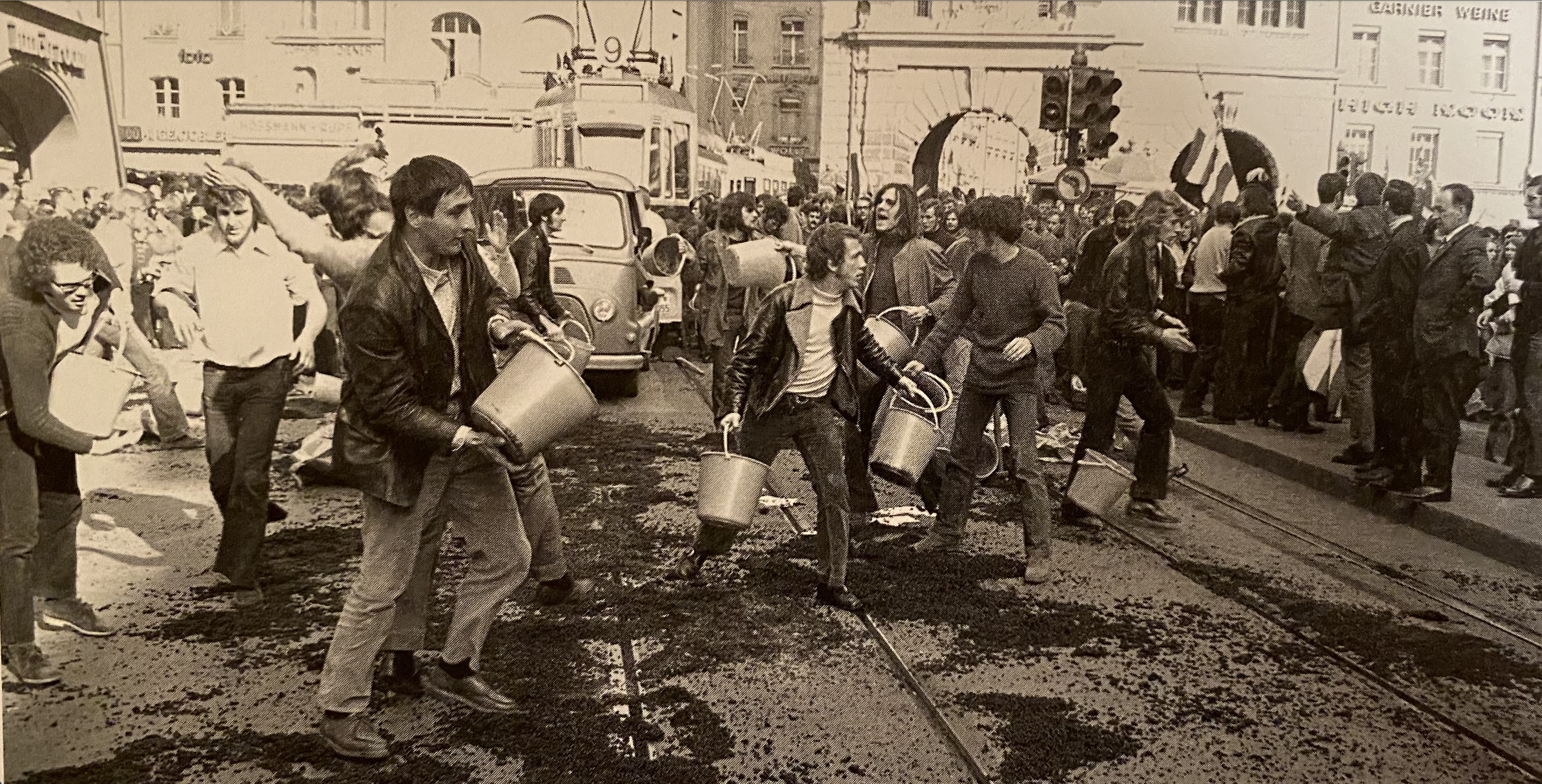
Les séparatistes jurassiens versent du goudron dans les rails de tram de la vieille ville de Berne.

- Les séparatistes jurassiens versent du goudron dans les rails de tram de la vieille ville de Berne.Le 18 mars 1972, lors de l'opération « Macadam », quelques jeunes du Groupe Bélier se mêlent à une manifestation du Rassemblement jurassien sur la place Fédérale. Ils arrêtent les trams et trolleybus avant de décharger du goudron. Sur près de 300 mètres, ils goudronnent les rails du tram de la Spitalgasse, afin de dénoncer le manque d'entretien des routes jurassiennes par le gouvernement bernois[9];
- Le 13 juillet 1972, une trentaine de jeunes du Groupe Bélier pénètrent dans les locaux de l'ambassade de Suisse à Paris. Ils y déploient des drapeaux jurassiens aux fenêtres ainsi que deux banderoles portant les inscriptions « Liberté pour le Jura suisse » et « Ambassade occupée ». Simultanément, l'Action bruxelloise occupe l'ambassade de Belgique à Berne, marquant ainsi une action coordonnée de protestation[9];
- Le 3 août 1973, les membres du Groupe Bélier prennent le contrôle de l'ambassade de Suisse à Bruxelles[10];
- Dans la nuit du 31 mai au 1er juin 1984, le Groupe Bélier renverse et incendie la Sentinelle des Rangiers. Le groupe revendique ensuite cet acte, affirmant que la statue devrait être remplacée par « un monument symbolique de la victoire du 23 juin 1974 et du combat pour la réunification »[11];
- Le 3 juin 1984, le Groupe Bélier vole la pierre d'Unspunnen, exposée au Musée du tourisme d'Unterseen, et déclare la « retenir en otage » jusqu'à ce que les districts méridionaux bernois francophones (à savoir ceux de Moutier, Courtelary, La Neuveville) soient rattachés à la République et canton du Jura;
- Le 3 décembre 1986, le Groupe Bélier dérobe le monument de la Combourgeoisie à Moutier et le remplace par une cuvette de toilettes[12];
- Le 10 août 1989, le Groupe Bélier renverse à nouveau la Sentinelle des Rangiers, et cette fois, la statue est également décapitée. Des tags portant les inscriptions « DMF tue » et une croix gammée sont également peints sur le monument[réf. nécessaire];

#### Années 1990
- En 1991, le Groupe Bélier entreprend plusieurs actions dans diverses villes de Suisse afin de dénoncer « l'inactivité » des autorités fédérales concernant la Question jurassienne[réf. nécessaire];

#### Années 2000
- Le 24 septembre 2004, lors de la cérémonie officielle marquant le 25e anniversaire du canton du Jura à Delémont, des membres cagoulés du Groupe Bélier se réunissent devant l'Hôtel de Ville et fracasse la tête de la Sentinelle des Rangiers. Les manifestants se dirigent ensuite vers la tente où sont réunis les 200 invités officiels (représentants de la Confédération et des cantons), et les huent et sifflent copieusement[13];

#### Années 2010
- Le 23 juin 2019, lors de la cérémonie officielle marquant le 40e anniversaire de l'entrée en souveraineté du canton du Jura dans la Confédération à Saignelégier, le Groupe Bélier perturbe la fête en se hissant sur le toit de la Halle du Marché-Concours, où ils déploient une banderole portant l'inscription « Liberté pour Moutier »[réf. nécessaire].

#### Années 2020

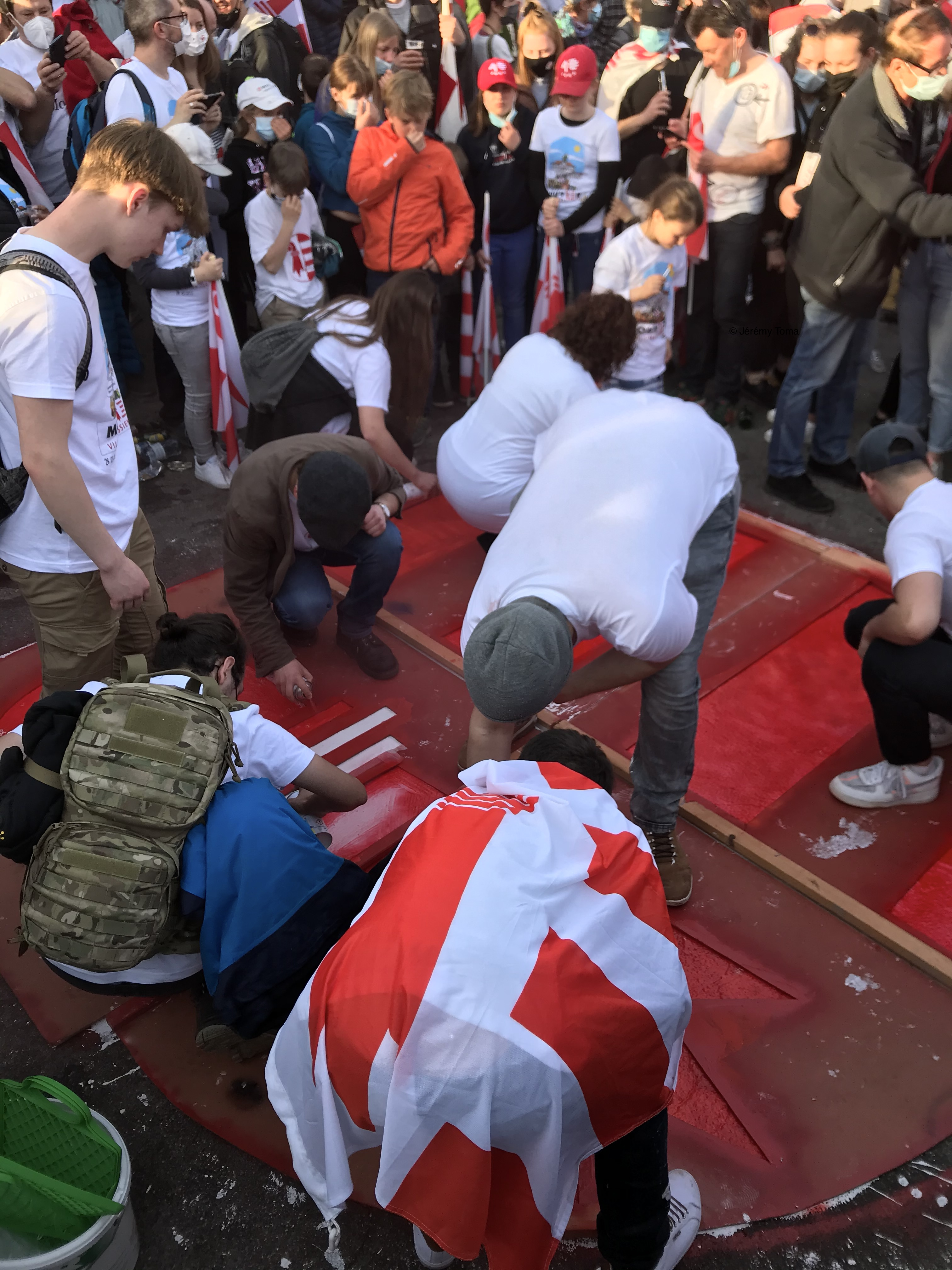
Le groupe bélier peignant le blason jurassien sur le sol à la Place Roland Béguelin à Moutier lors du vote du 28 mars 2021.

- Dans la nuit du 24 au 25 février 2024, puis du 2 au 3 mars, le Groupe Bélier dérobe une trentaine de panneaux indiquant les localités de la vallée de Tavannes, du vallon de Saint-Imier et du Plateau de Diesse[14]. Ces panneaux sont ensuite exposés sur un char lors de la fête célébrant le 50e anniversaire du plébiscite jurassien, à Delémont, le 23 juin 2024. Le Groupe Bélier dispose les panneaux devant le bâtiment du Parlement jurassien et réclamer la « libération de Belphrahon »[15].

#### Autres manifestations
D'autres manifestations, dont les dates précises n'ont pas pu être retrouvées, ont également été organisées par le Groupe Bélier[réf. nécessaire] :
- L'opération « Sauve-qui-pneus » a eu lieu lorsque le Groupe Bélier enfume un quartier de la ville de Berne en brûlant des pneus[9];
- L'opération « Coupe-que-coupe » a vu le Groupe Bélier abattre et coucher des arbres sur une route de l'Oberland bernois[9];
- L'opération « Chnoquante ! » a été une action au cours de laquelle le Groupe Bélier ont échangé tous les panneaux de signalisation indiquant les localités du Jura bernois par ceux portant leurs noms en allemand[9].

Le Groupe Bélier mène également l'opération « Emblèmes jurassiens », qui consiste à ériger un mât arborant un drapeau jurassien dans chaque localité du Jura[réf. nécessaire].

## Structure
Les organes dirigeants du Groupe Bélier sont l'Assemblée des responsables locaux, le Comité jurassien et l'Animateur principal. Ses membres, quant à eux, sont âgés de 16 à 32 ans environ[réf. nécessaire].

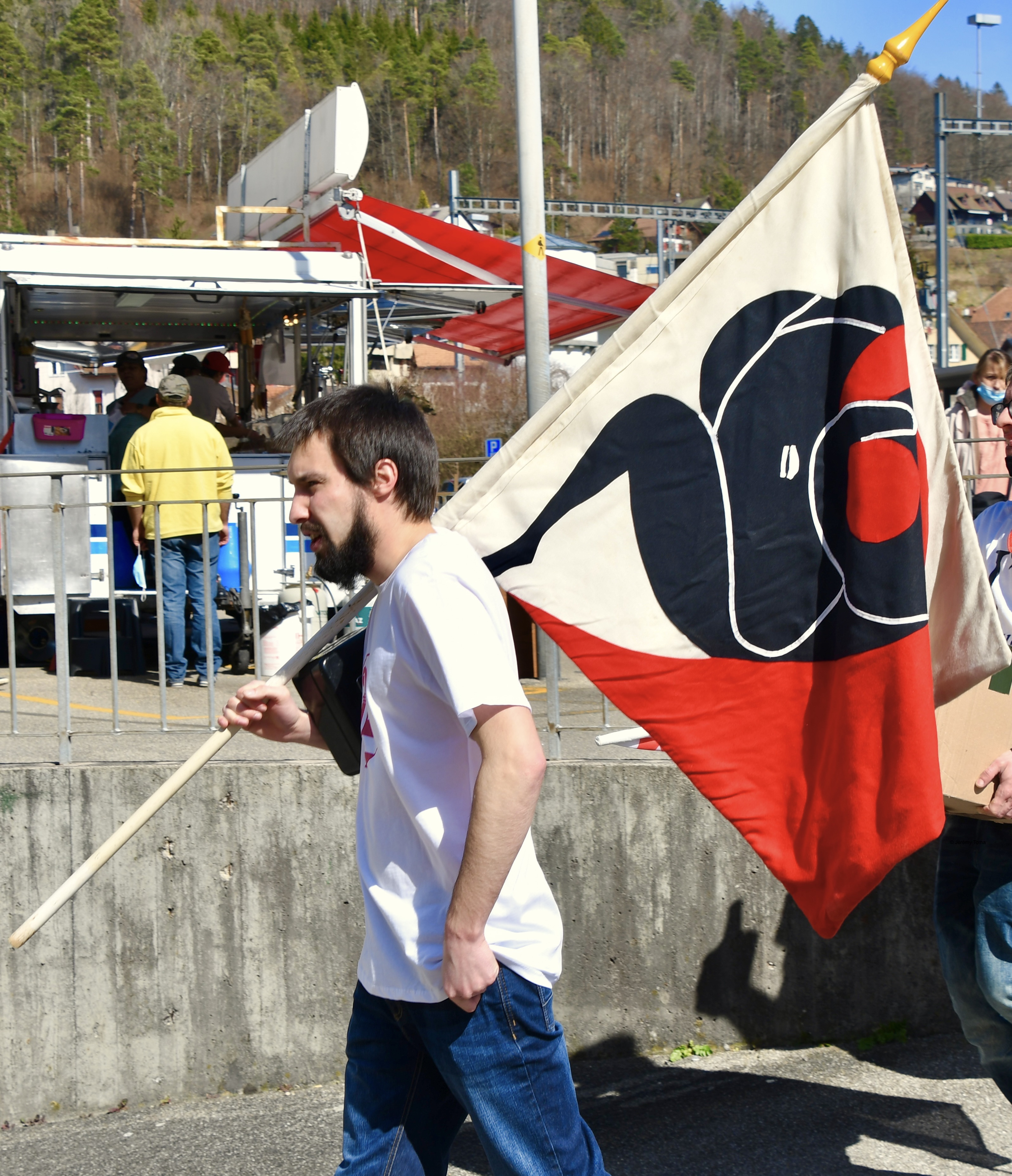
Jonathan Gosteli, animateur du Groupe Bélier depuis 2018, lors de la votation de Moutier le 28 mars 2021.

| Listes des animateurs - 1963-1964 : Pierre Beuret - 1964-1969 : Bernard Varrin - 1969-1970 : Gabriel Roy - 1970-1971 : Pierre Grimm - 1971-1978 : Jean-Claude Montavon - 1978-1981 : Michel Houlmann - 1981-1984 : Francis Spart - 1984-1985 : Jean-Marc Baume - 1985-1988 : Didier Carnazzi - 1988-1991 : Jean-Luc Juillerat - 1991-1993 : Daniel Pape - 1993-1996 : Karim Boukhris & Jean-Marie Frésard (ad intérim) - 1996-1999 : Blaise Willemin - 1999-2003 : Gérald Jeanneret - 2003-2006 : David Herdener - 2006-2010 : Marc Freléchoux - 2010-2018 : Clément Piquerez - Depuis 2018 : Jonathan Gosteli |

## Manifestations
Depuis 1965, le Groupe Bélier organise la Fête de la jeunesse jurassienne,. Entre la 1re et la 26e édition, cet événement se déroule principalement à Porrentruy. À partir de 1990, la fête est déplacée à Tavannes, où elle est célébrée jusqu'en 2011, avant de s’installer à Moutier à partir de 2012[réf. nécessaire].